# Trusetal
Trusetal è una frazione del comune tedesco di Brotterode-Trusetal, in Turingia.
Qua è nato il biatleta Frank Ullrich.

## Storia
Trusetal costituì un comune autonomo fino al 1º dicembre 2011.